# Exallias brevis
Exallias brevis är en fiskart som först beskrevs av Kner, 1868.  Exallias brevis ingår i släktet Exallias och familjen Blenniidae. Inga underarter finns listade i Catalogue of Life.